# Зиямов, Сродж
Сиродж Зиямов — советский хозяйственный, государственный и политический деятель.

## Биография
Родился 20 февраля 1910 году в Ташкенте. Член КПСС с 1939 года.
С 1929 года — на хозяйственной, общественной и политической работе. В 1929—1946 гг. — рабочий, механик цеха, секретарь парткома завода «Ташсельмаш», первый секретарь Ленинского райкома КП(б) Узбекистана в городе Ташкенте, первый секретарь Узбекистанского райкома КП(б) Узбекистана, секретарь по кадрам Ташкентского горкома КП(б) Узбекистана, первый секретарь Кокандского обкома  КП(б) Узбекистана, министр торговли Узбекской ССР, министр финансов Узбекской ССР , управляющий делами ЦК КП Узбекистана, министр коммунального хозяйства Узбекской ССР.
Избирался депутатом Верховного Совета Узбекской ССР 3-го, 4-го, 5-го, 6-го, 7-го и 8-го созывов.
Умер 7 октября 1971 года. Похоронен на Чагатайском кладбище города Ташкента (коммунистическое). 